# Collegio di Skipton and Ripon
Skipton and Ripon è un collegio elettorale inglese della Camera dei comuni del Parlamento del Regno Unito, situato nel North Yorkshire, nella regione dello Yorkshire e Humber. Elegge un membro del Parlamento con il sistema maggioritario a turno unico. Il rappresentante del collegio dal 2010 è il conservatore Julian Smith.

## Profilo
Si tratta di uno dei seggi più sicuri in Inghilterra, costituito da un'area con una lunga storia di voto conservatore e con una grande parte del suo elettorato che vota conservatore. Fu il collegio che, alla proclamazione dei risultati delle elezioni generali nel Regno Unito del 1992, vide i conservatori ottenere la 4º maggioranza più forte dal 1979 e John Major rieletto Primo Ministro.
Solo l'1,6% della popolazione è disoccupata, il che poneva Skipton and Ripon decisamente sotto la media nazionale di disoccupazione (3,8%) nel novembre 2012.

## Estensione

Skipton and Ripon dal 2010 al 2024

- 1983-1997: il distretto di Craven, e i ward del Borough di Harrogate di Almscliffe, Bishop Monkton, Boroughbridge, Fountains, Killinghall, Kirkby Malzeard, Lower Nidderdale, Mashamshire, Newby, Nidd Valley, Pateley Bridge, Ripon East, Ripon West, Wathvale e Wharfedale Moors.
- 1997-2010: il distretto di Craven, e i ward del Borough di Harrogate di Almscliffe, Bishop Monkton, Fountains, Killinghall, Kirkby Malzeard, Lower Nidderdale, Mashamshire, Nidd Valley, Pateley Bridge, Ripon East, Ripon West e Wharfedale Moors.
- 2010-2024: il distretto di Craven, e i ward del Borough di Harrogate di Bishop Monkton, Kirkby Malzeard, Lower Nidderdale, Mashamshire, Newby, Nidd Valley, Pateley Bridge, Ripon Minster, Ripon Moorside, Ripon Spa, Washburn e Wathvale.
- dal 2024: il distretto di Craven, e i ward del Borough di Harrogate di Fountains and Ripley; Masham and Kirkby Malzeard; Nidd Valley; Pateley Bridge and Nidderdale Moors; Ripon Minster; Ripon Moorside; Ripon Spa; Ripon Ure Bank; Washburn e Wathvale.[2]

Questa regione degli Yorkshire Dales copre l'intero distretto di Craven incluse le città di Skipton, Bentham e Settle. Copre anche le parti settentrionale e occidentale del Borough di Harrogate, incluse le città di Ripon, Pateley Bridge e Masham.

## Membri del Parlamento
| Elezione | Elezione     | Deputato                      | Partito      |
| -------- | ------------ | ----------------------------- | ------------ |
|          | 1983         | John Grenville Bernard Watson | Conservatore |
| 1987     | David Curry  |                               | Conservatore |
| 2010     | Julian Smith |                               | Conservatore |

## Risultati elettorali

### Elezioni negli anni 2020
| Partito                    | Partito                                   | Candidato                  | Risultati 4 luglio 2024 | Risultati 4 luglio 2024 |
| Partito                    | Partito                                   | Candidato                  | Voti                    | %                       |
| -------------------------- | ----------------------------------------- | -------------------------- | ----------------------- | ----------------------- |
|                            | Conservatore                              | Julian Smith               | 18 833                  | 35,23                   |
|                            | Laburista                                 | Malcolm Birks              | 17 183                  | 32,15                   |
|                            | Reform UK                                 | Simon Garvey               | 8 516                   | 15,93                   |
|                            | Lib Dem                                   | Andrew Murday              | 4 194                   | 7,85                    |
|                            | Verdi                                     | Andy Brown                 | 3 446                   | 6,45                    |
|                            | Yorkshire                                 | Ryan Kett                  | 627                     | 1,17                    |
|                            | Indipendente                              | Keith Graham Tordoff       | 493                     | 0,92                    |
|                            | Heritage                                  | Guy Phoenix                | 158                     | 0,30                    |
|                            |                                           |                            |                         |                         |
| Iscritti                   | Iscritti                                  | Iscritti                   | 79 251                  | 100,00                  |
| ↳ Votanti (% su iscritti)  | ↳ Votanti (% su iscritti)                 | ↳ Votanti (% su iscritti)  | 53 450                  | 67,44                   |
| ↳ Astenuti (% su iscritti) | ↳ Astenuti (% su iscritti)                | ↳ Astenuti (% su iscritti) | 25 801                  | 32,56                   |
|                            |                                           |                            |                         |                         |
|                            | Esito: collegio confermato a Conservatore |                            |                         |                         |

### Elezioni negli anni 2010
| Partito                    | Partito                                   | Candidato                  | Risultati 12 dicembre 2019 | Risultati 12 dicembre 2019 |
| Partito                    | Partito                                   | Candidato                  | Voti                       | %                          |
| -------------------------- | ----------------------------------------- | -------------------------- | -------------------------- | -------------------------- |
|                            | Conservatore                              | Julian Smith               | 34 919                     | 59,46                      |
|                            | Laburista                                 | Brian McDaid               | 11 225                     | 19,11                      |
|                            | Lib Dem                                   | Andrew Murday              | 8 701                      | 14,82                      |
|                            | Verdi                                     | Andy Brown                 | 2 748                      | 4,68                       |
|                            | Yorkshire                                 | Jack Render                | 1 131                      | 1,93                       |
|                            |                                           |                            |                            |                            |
| Iscritti                   | Iscritti                                  | Iscritti                   | 78 643                     | 100,00                     |
| ↳ Votanti (% su iscritti)  | ↳ Votanti (% su iscritti)                 | ↳ Votanti (% su iscritti)  | 58 724                     | 74,67                      |
| ↳ Astenuti (% su iscritti) | ↳ Astenuti (% su iscritti)                | ↳ Astenuti (% su iscritti) | 19 919                     | 25,33                      |
|                            |                                           |                            |                            |                            |
|                            | Esito: collegio confermato a Conservatore |                            |                            |                            |

| Partito                    | Partito                                   | Candidato                  | Risultati 8 giugno 2017 | Risultati 8 giugno 2017 |
| Partito                    | Partito                                   | Candidato                  | Voti                    | %                       |
| -------------------------- | ----------------------------------------- | -------------------------- | ----------------------- | ----------------------- |
|                            | Conservatore                              | Julian Smith               | 36 425                  | 62,65                   |
|                            | Laburista                                 | Alan Woodhead              | 16 440                  | 28,28                   |
|                            | Verdi                                     | Andy Brown                 | 3 734                   | 6,42                    |
|                            | Yorkshire                                 | Jack Render                | 1 539                   | 2,65                    |
|                            |                                           |                            |                         |                         |
| Iscritti                   | Iscritti                                  | Iscritti                   | 78 142                  | 100,00                  |
| ↳ Votanti (% su iscritti)  | ↳ Votanti (% su iscritti)                 | ↳ Votanti (% su iscritti)  | 58 138                  | 74,40                   |
| ↳ Astenuti (% su iscritti) | ↳ Astenuti (% su iscritti)                | ↳ Astenuti (% su iscritti) | 20 004                  | 25,60                   |
|                            |                                           |                            |                         |                         |
|                            | Esito: collegio confermato a Conservatore |                            |                         |                         |

| Partito                    | Partito                                   | Candidato                  | Risultati 7 maggio 2015 | Risultati 7 maggio 2015 |
| Partito                    | Partito                                   | Candidato                  | Voti                    | %                       |
| -------------------------- | ----------------------------------------- | -------------------------- | ----------------------- | ----------------------- |
|                            | Conservatore                              | Julian Smith               | 30 248                  | 55,44                   |
|                            | Laburista                                 | Malcolm Birks              | 9 487                   | 17,39                   |
|                            | UKIP                                      | Alan Henderson             | 7 651                   | 14,02                   |
|                            | Lib Dem                                   | Jacquie Bell               | 4 057                   | 7,44                    |
|                            | Verdi                                     | Andy Brown                 | 3 116                   | 5,71                    |
|                            |                                           |                            |                         |                         |
| Iscritti                   | Iscritti                                  | Iscritti                   | 76 199                  | 100,00                  |
| ↳ Votanti (% su iscritti)  | ↳ Votanti (% su iscritti)                 | ↳ Votanti (% su iscritti)  | 54 559                  | 71,60                   |
| ↳ Astenuti (% su iscritti) | ↳ Astenuti (% su iscritti)                | ↳ Astenuti (% su iscritti) | 21 640                  | 28,40                   |
|                            |                                           |                            |                         |                         |
|                            | Esito: collegio confermato a Conservatore |                            |                         |                         |

| Partito                    | Partito                                   | Candidato                  | Risultati 6 maggio 2010 | Risultati 6 maggio 2010 |
| Partito                    | Partito                                   | Candidato                  | Voti                    | %                       |
| -------------------------- | ----------------------------------------- | -------------------------- | ----------------------- | ----------------------- |
|                            | Conservatore                              | Julian Smith               | 27 685                  | 50,59                   |
|                            | Lib Dem                                   | Helen Flynn                | 17 735                  | 32,41                   |
|                            | Laburista                                 | Claire Hazelgrove          | 5 498                   | 10,05                   |
|                            | UKIP                                      | Rodney Mills               | 1 909                   | 3,49                    |
|                            | BNP                                       | Bernard Allen              | 1 403                   | 2,56                    |
|                            | Indipendente                              | Roger Bell                 | 315                     | 0,58                    |
|                            | The Youth Party                           | Dylan Gilligan             | 95                      | 0,17                    |
|                            | Virtue Currency Cognitive Appraisal Party | Bob Leakey                 | 84                      | 0,15                    |
|                            |                                           |                            |                         |                         |
| Iscritti                   | Iscritti                                  | Iscritti                   | 77 403                  | 100,00                  |
| ↳ Votanti (% su iscritti)  | ↳ Votanti (% su iscritti)                 | ↳ Votanti (% su iscritti)  | 54 724                  | 70,70                   |
| ↳ Astenuti (% su iscritti) | ↳ Astenuti (% su iscritti)                | ↳ Astenuti (% su iscritti) | 22 679                  | 29,30                   |
|                            |                                           |                            |                         |                         |
|                            | Esito: collegio confermato a Conservatore |                            |                         |                         |

### Elezioni negli anni 2000
| Partito                    | Partito                                   | Candidato                  | Risultati 5 maggio 2005 | Risultati 5 maggio 2005 |
| Partito                    | Partito                                   | Candidato                  | Voti                    | %                       |
| -------------------------- | ----------------------------------------- | -------------------------- | ----------------------- | ----------------------- |
|                            | Conservatore                              | David Curry                | 25 100                  | 49,68                   |
|                            | Lib Dem                                   | Paul English               | 13 480                  | 26,68                   |
|                            | Laburista                                 | Paul Baptie                | 9 393                   | 18,59                   |
|                            | UKIP                                      | Ian Bannister              | 2 274                   | 4,50                    |
|                            | Virtue Currency Cognitive Appraisal Party | Bob Leakey                 | 274                     | 0,54                    |
|                            |                                           |                            |                         |                         |
| Iscritti                   | Iscritti                                  | Iscritti                   | 69 588                  | 100,00                  |
| ↳ Votanti (% su iscritti)  | ↳ Votanti (% su iscritti)                 | ↳ Votanti (% su iscritti)  | 50 521                  | 72,60                   |
| ↳ Astenuti (% su iscritti) | ↳ Astenuti (% su iscritti)                | ↳ Astenuti (% su iscritti) | 19 067                  | 27,40                   |
|                            |                                           |                            |                         |                         |
|                            | Esito: collegio confermato a Conservatore |                            |                         |                         |

| Partito                    | Partito                                   | Candidato                  | Risultati 7 giugno 2001 | Risultati 7 giugno 2001 |
| Partito                    | Partito                                   | Candidato                  | Voti                    | %                       |
| -------------------------- | ----------------------------------------- | -------------------------- | ----------------------- | ----------------------- |
|                            | Conservatore                              | David Curry                | 25 736                  | 52,39                   |
|                            | Lib Dem                                   | Bernard Bateman            | 12 806                  | 26,07                   |
|                            | Laburista                                 | Michael Dugher             | 8 543                   | 17,39                   |
|                            | UKIP                                      | Nancy Holdsworth           | 2 041                   | 4,15                    |
|                            |                                           |                            |                         |                         |
| Iscritti                   | Iscritti                                  | Iscritti                   | 74 320                  | 100,00                  |
| ↳ Votanti (% su iscritti)  | ↳ Votanti (% su iscritti)                 | ↳ Votanti (% su iscritti)  | 49 126                  | 66,10                   |
| ↳ Astenuti (% su iscritti) | ↳ Astenuti (% su iscritti)                | ↳ Astenuti (% su iscritti) | 25 194                  | 33,90                   |
|                            |                                           |                            |                         |                         |
|                            | Esito: collegio confermato a Conservatore |                            |                         |                         |

## Risultati dei referendum

### Referendum sulla permanenza del Regno Unito nell'Unione europea del 2016
|             | Collegio          | Lasciare UE % | Rimanere in UE % |
| ----------- | ----------------- | ------------- | ---------------- |
|             | Skipton and Ripon | 53,0%         | 47,0%            |
| Inghilterra | 53,3%             | 46,7%         |                  |
| Regno Unito | 51,9%             | 48,1%         |                  |